# Vättaks kyrka
Vättaks kyrka är en kyrkobyggnad som sedan 2002 tillhör Valstads församling (tidigare Vättaks församling) i Skara stift. Kyrkan ligger i Vättak i Tidaholms kommun.  

## Kyrkobyggnad
Dagens kyrka uppfördes 1717–1718 av byggmästaren Ingemar Påvelsson på kyrkoherde Martin Seths initiativ. Den ersatte då en medeltida stenkyrka av okänt utseende och den timrade korskyrkan uppfördes på den gamla grunden. Byggnaden har ett tresidigt avslutat kor och över korsmitten finns ett lågt torn. Taken är täckta av tjärat spån och väggarna sedan 1800-talet vitmålade.
Interiören är hållen i barock och taket är utsmyckat med takmålningar utförda 1755–1756 av målarmästaren Johan Risberg. De målades om 1871 av Anders Gustaf Ljungström från Sandhems socken. Vid den invändiga restaureringen 1995 tog man fram den ursprungliga färgsättningen från 1700-talet. 

## Klockstapel
Klockstapeln från 1700-talet i rödfärgat trä av klockbockstyp står på kyrkogården. Den har fortfarande kvar sin manuella ringning. Storklockan, som härstammar från den gamla kyrkan, omgöts 1698 i Jönköping. Lillklockan är gjuten 1748 i Skara.  

## Inventarier
- Dopfunt i sandsten, sannolikt tillverkad under 1100-talets mitt.
- En dopängel tillverkades 1765 av Jöns Lindberg i Sandhem. Samme konstnär är också upphovsman till kyrkans klockfodral.
- Altaruppsatsen, som flyttades 1731 från den rivna kyrkan i Ettak, och predikstolen från 1722 är båda utförda av bildhuggaren Jonas Ullberg i Velinga.

### Orgel
Orgeln, som inköptes 1895 från Trävattna kyrka var ursprungligen tillverkad 1867 av organisten och amatörorgelbyggaren Per Adolf Holmqvist (1820-1910) i Liared. Den renoverades och utökades med två stämmor och utvidgad bihangspedal av Nordfors & Co. Verket har fem stämmor (ursprungligen tre) fördelade på manual och pedal. Fasaden är ljudande.

## Bilder

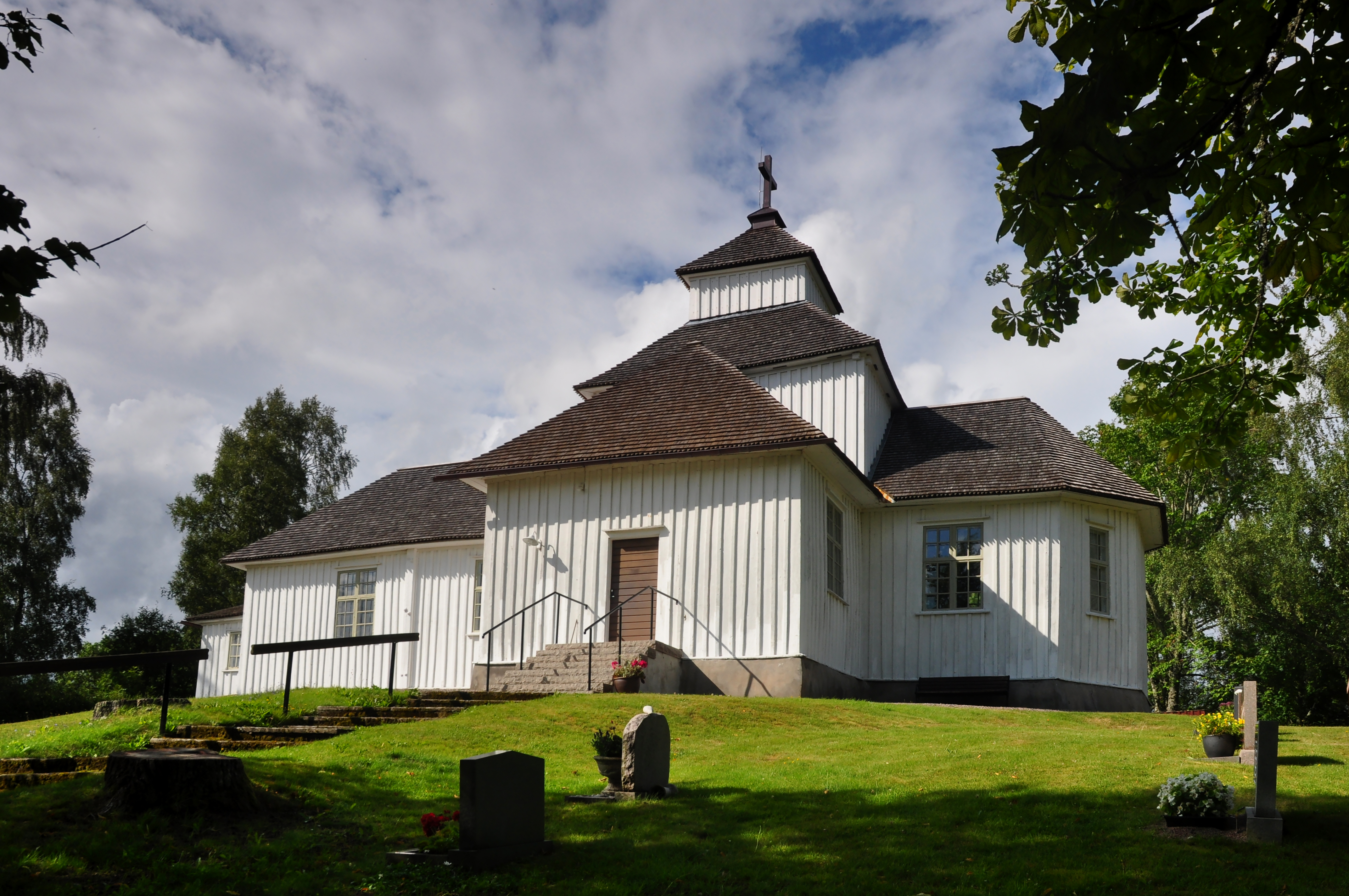
Exteriör.
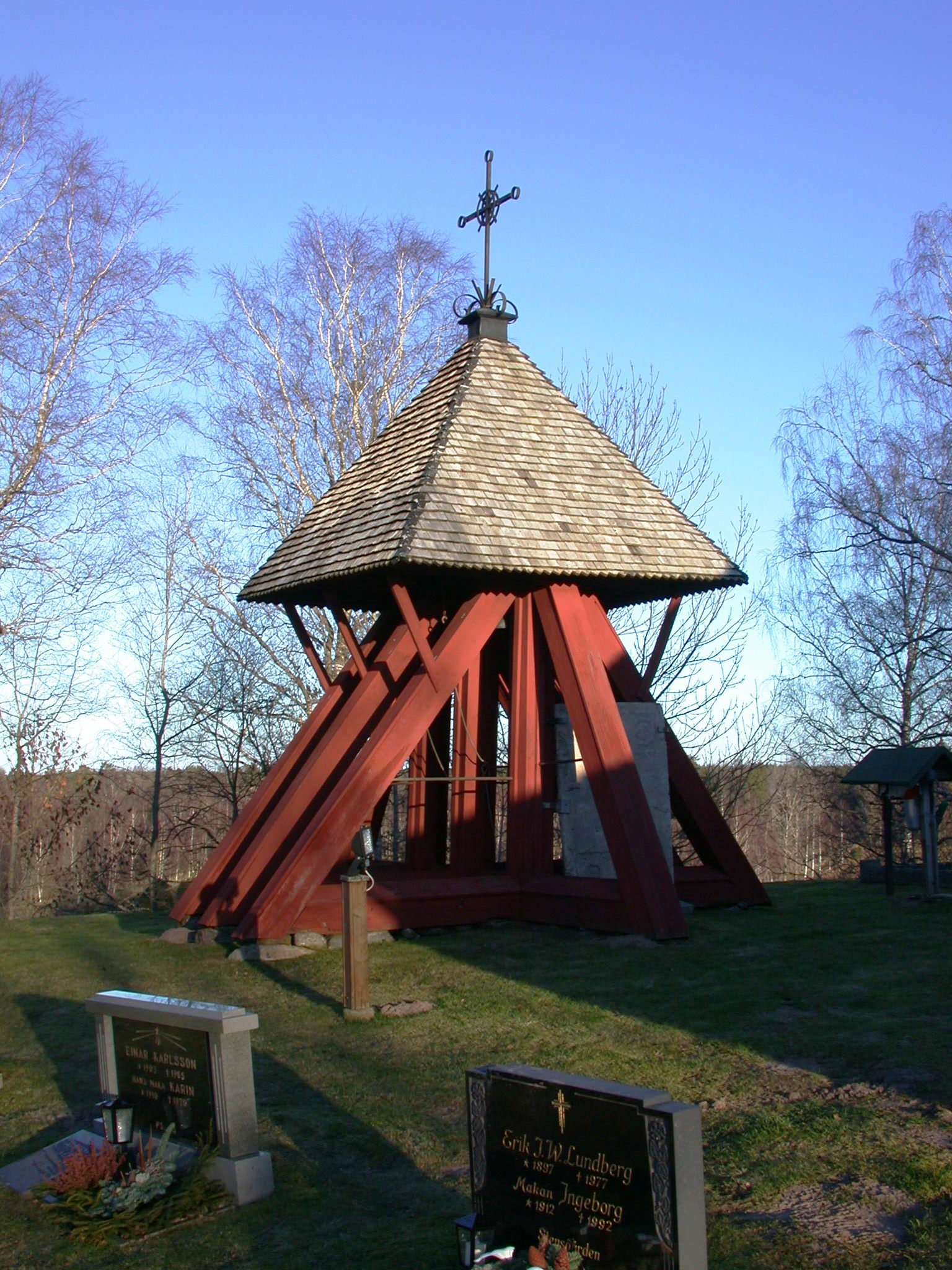
Klockstapeln.
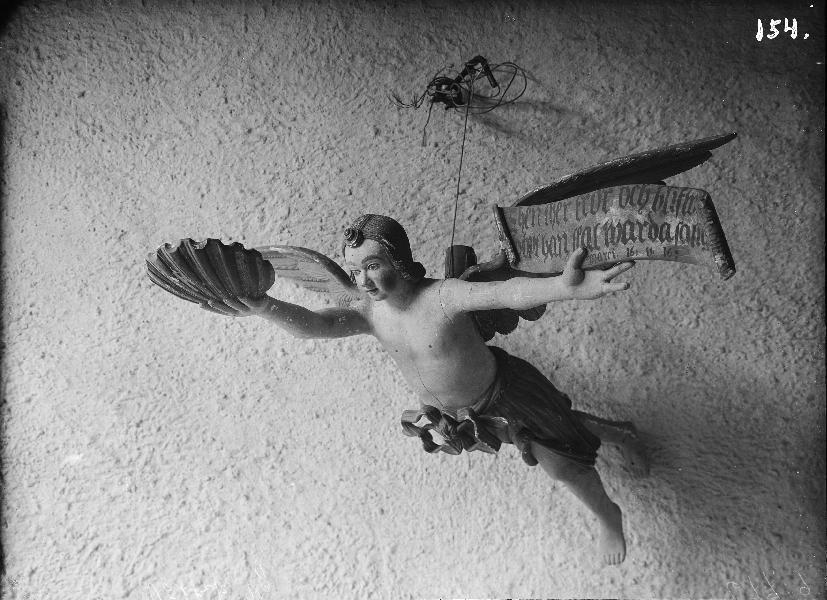
Dopängeln.
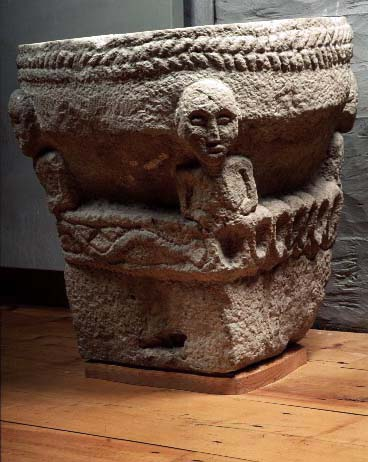
Dopfunt, vars skulptör är okänd.